# 왕숴 (작가)
왕숴(왕삭, 중국어: 王朔, 병음: Wáng Shuò, 1958년 ~ )는 중국의 소설가이다.
장쑤성 난징시 출신으로 어린 시절 베이징 시로 옮긴 뒤 넓은 군인 병원 뒤뜰을 뛰어다니며 총싸움을 하고 자전거로 골목을 누비고 다닌 일들이 대부분이었다. 그리고 1976년 문화 대혁명이 끝나고 대학교 입학 시험에 여러 번 응시하였고 그 과정에서 1978년에 해군에 병사로 지원하여 4년 동안 군 생활을 하였다. 그리고 다시 고향으로 돌아와서 베이징의 한 제약회사에서 근무한다.
사실 실제로 왕숴가 처음으로 작품을 창작한 시기는 1983년에 회사를 퇴직하고 나서 본격적으로 소설을 쓰기 훨씬 전인 1978년이라고 전해진다. 전반적으로 그의 소설을 보면 중국 사회가 변화하는 모습과 그에 수반된 의식의 급속한 변화를 확인할 수 있다. 왕숴는 자신의 성공 비결이 당시 젊은이들의 심리 상태, 즉 폐쇄적이고 경직된 전체주의적 사회 환경에 대한 반항과 거부심리와 밀접하게 연결되어 있었다고 한다.
그의 소설 특징은 다음과 같다. 소설의 제재가 특이하고 참신했으며, 소설 중 등장인물군을 파격적으로 선택하였고, 소설의 주제를 상대적으로 경시했으며, 구어화된 소설 어투와 대화체 언어를 과다하게 사용하였다.
건달작가로 알고 있지만 사실 그는 건달이 아니며, 단순히 건달이라고 오해받는 이유는 자신을 비판하는 책의 제목과 본인이 쓴 소설의 제목이나 내용 때문에 붙여진 것이다. 대표적으로 왕숴를 비판한 어떤 한 작가가 쓴 내가 건달인데 누구를 두려워하랴라는 책을 보면 알 수 있다.